# Tongdosa
Tongdosa (Hanja: 通度寺, Hangul: 통도사, Hán Việt: Thông Độ tự) là ngôi chùa tổ phái Tào Khê tông của Phật giáo Hàn Quốc nằm ở phía nam của núi Chiseosan, gần thành phố Yangsan, Gyeongsang Nam. Nó được coi là một trong những chùa linh thiêng nhất Hàn Quốc, và là một trong ba Tam Bảo tự tượng trưng cho Tất-đạt-đa Cồ-đàm.
Đây là nơi nổi tiếng vì không có bức tượng Phật nào bên ngoài và một phần xá lợi của Đức Phật được lưu giữ tại đây. Sân trong của Tongdosa được bao quanh bởi một số di tích về Đức Phật.

## Lịch sử

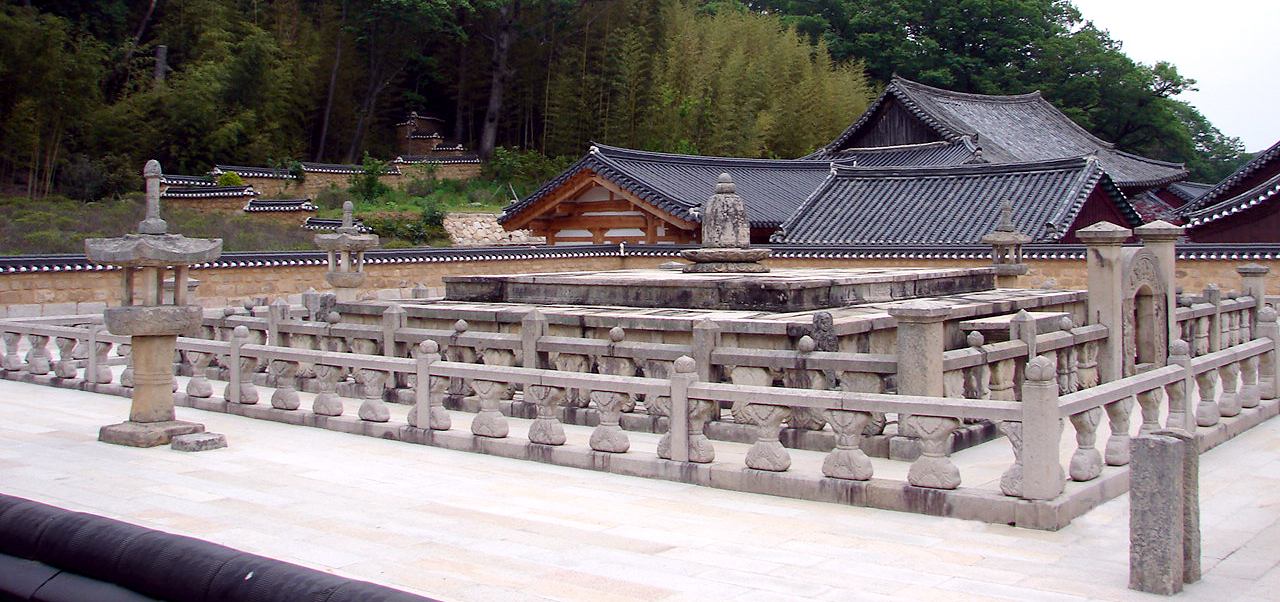
Geumgang Gyedan (Bàn thờ Kim cương) nằm ở phía sau Daeungjeon, được cho là nơi lưu giữ Xá lợi của Đức Phật.

Ngôi chùa được cho là thành lập bởi nhà sư Từ Tạng (Jajang) khi Sư trở về từ Đại Đường năm 646, dưới triều đại của Thiện Đức nữ vương xứ Tân La. Ngôi chùa phát triển mạnh trong suốt thời kỳ Tân La Thống nhất và Cao Ly khi đạo Phật trở thành quốc giáo, và vẫn phát triển mạnh mẽ cả vào thời kỳ nhà Triều Tiên.
Tongdosa được cho là có nhiều di vật của Đức Phật, bao gồm cả áo Cà-sa, bát hành khất và xương sọ là những di vật mà nhà sư Jajang đã mang về từ chuyến du hành đến Trung Quốc.
Chỉ còn một tòa nhà là sảnh chính (sảnh Mahavira) tồn tại được sau Chiến tranh Nhật Bản-Triều Tiên cuối thế kỷ 16. Các tòa nhà khác được xây dựng lại sau đó. Giữa thế kỷ 15 là khoảng thời gian đỉnh cao của sự thịnh vượng khi Tongdosa được cho là có hàng trăm tòa nhà với hàng ngàn nhà sư. Trong hơn 1300 năm, ngọn nến Beopdeung của Tongdosa chưa bao giờ bị tắt.
Ngày nay nó là ngôi đền lớn nhất Hàn Quốc và thường được gọi là đền không có Phật bởi không có một bức tượng Phật ngoài trời nào. Thay vì đó, các tượng được bố trí xung quanh bảo tháp có chứa các di vật liên quan đến Đức Phật của Jajang. Con đường dẫn đến ngôi đền này băng qua một rừng thông. Tại đây có 65 tòa nhà tách biệt, thờ phụng hầu hết tất các vị Phật tổ quan trọng của Phật giáo. Tongdosa có vẻ ngoài không đặc biệt lớn vì nhiều tòa nhà phân tán khắp xung quanh sườn núi. Các tòa nhà ở Tongdosa đa dạng về phong cách kiến trúc. Một trong những tòa nhà có một bức tranh tường rất đẹp mô tả một chiếc thuyền đưa người đã chết lên thiên đường. Có một bảo tàng tại khuôn viên đền trưng bày một bộ sưu tập tuyệt vời về các tác phẩm nghệ thuật. Ngày nay, Tongdosa là nơi có 19 kho báu và 794 tài sản văn hóa địa phương.
Tongdosa là một trong năm ngôi đền ở Hàn Quốc được gọi là Jeokmyeolbogung, nơi cất giữ di vật của Đức Phật mà Jajang đem về từ Trung Quốc. Tongdosa là "Đền Phật Ngọc" vì nó lưu giữ xá lợi của Đức Phật tại Geumgang Gyedan (Bàn thờ Kim cương), một nơi tiến hành buổi lễ hành giới luật Phật giáo, sau sảnh chính.

## Hình ảnh

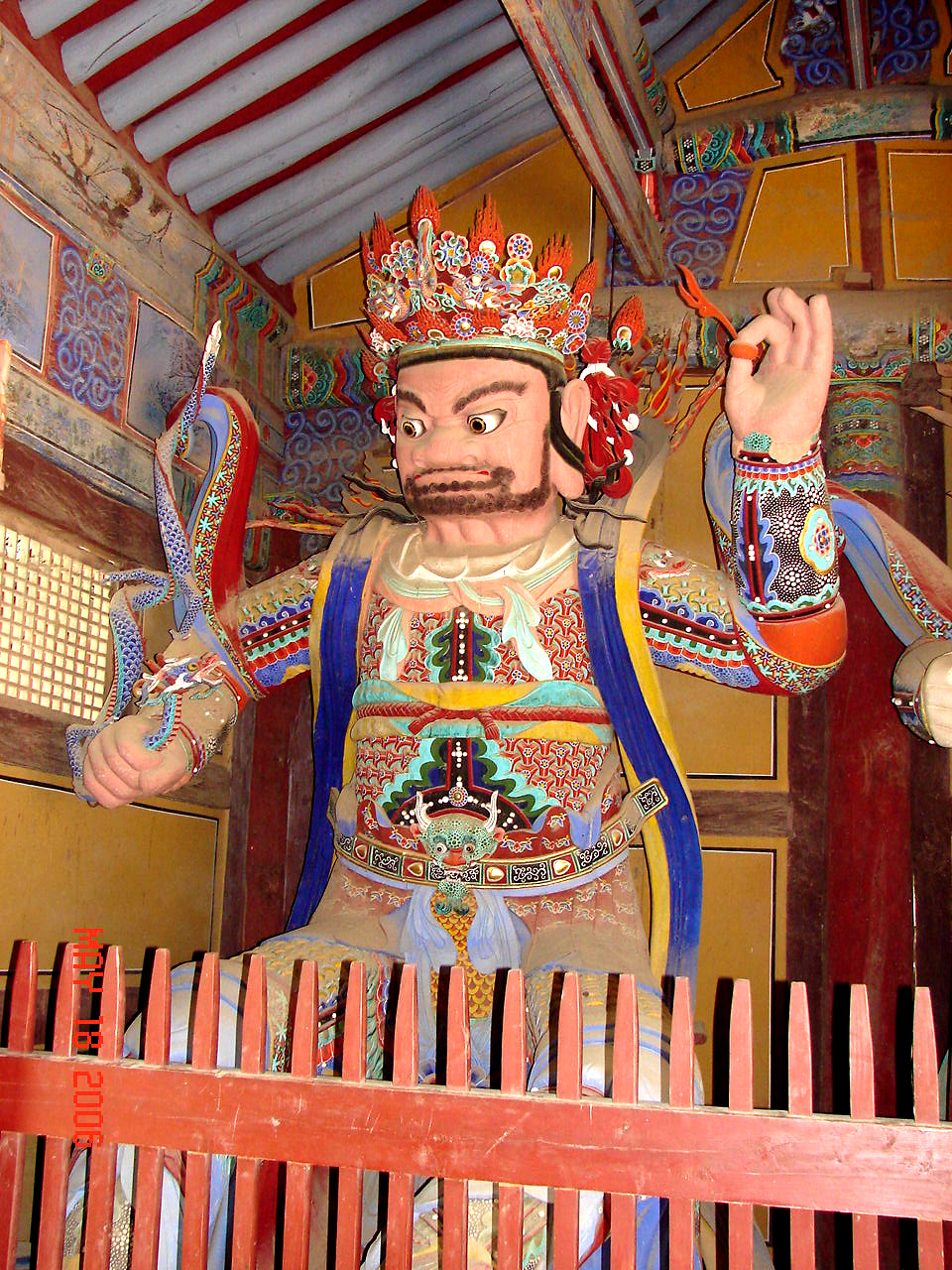
Một trong bốn vị thiên vương tại cổng bảo vệ Tongdosa
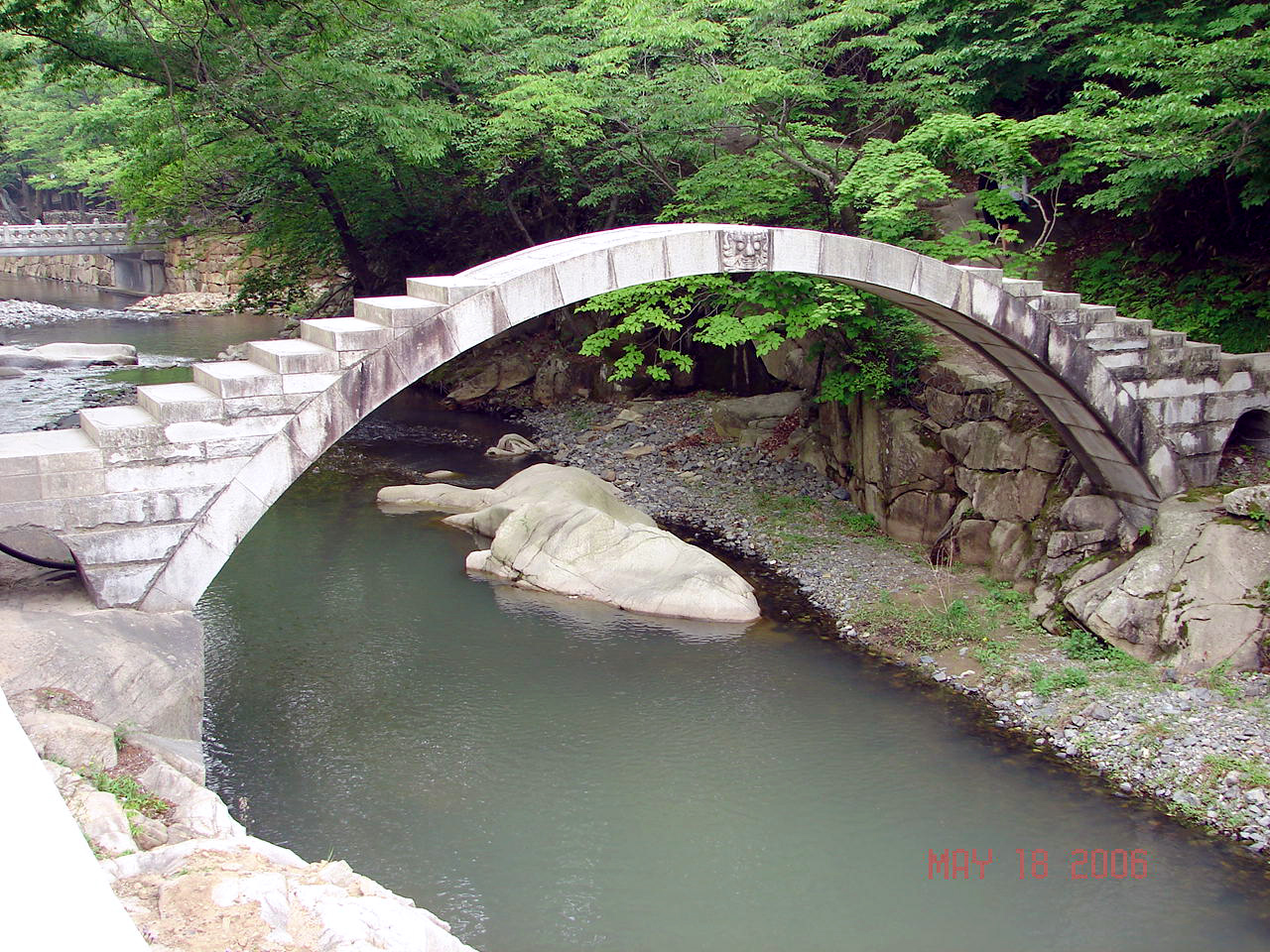
Cầu vòm đơn
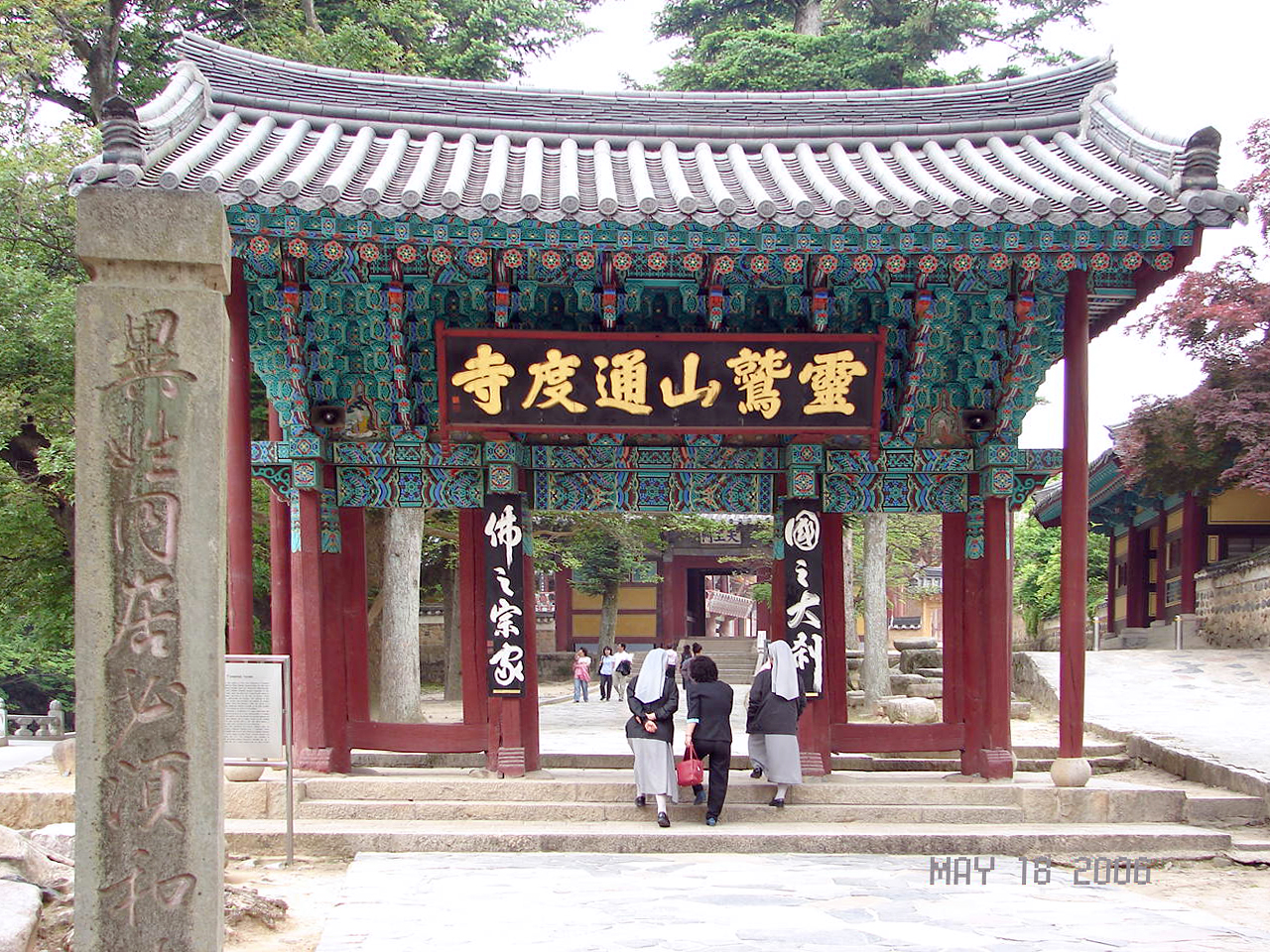
Cổng thứ nhất hoặc một cột tại lối vào Tongdosa
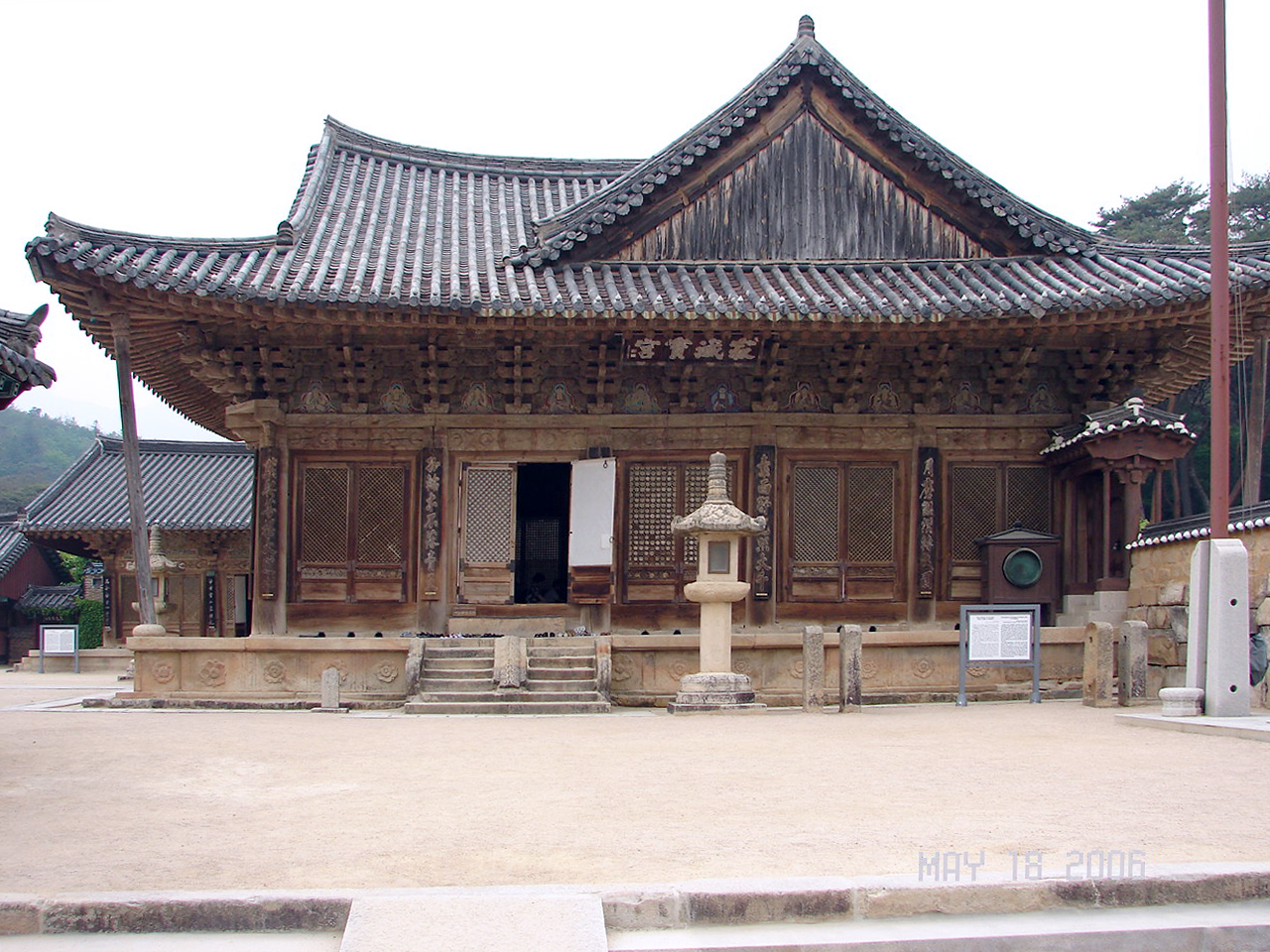
Daeungjeon, sảnh chính là báu vật quốc gia số 290
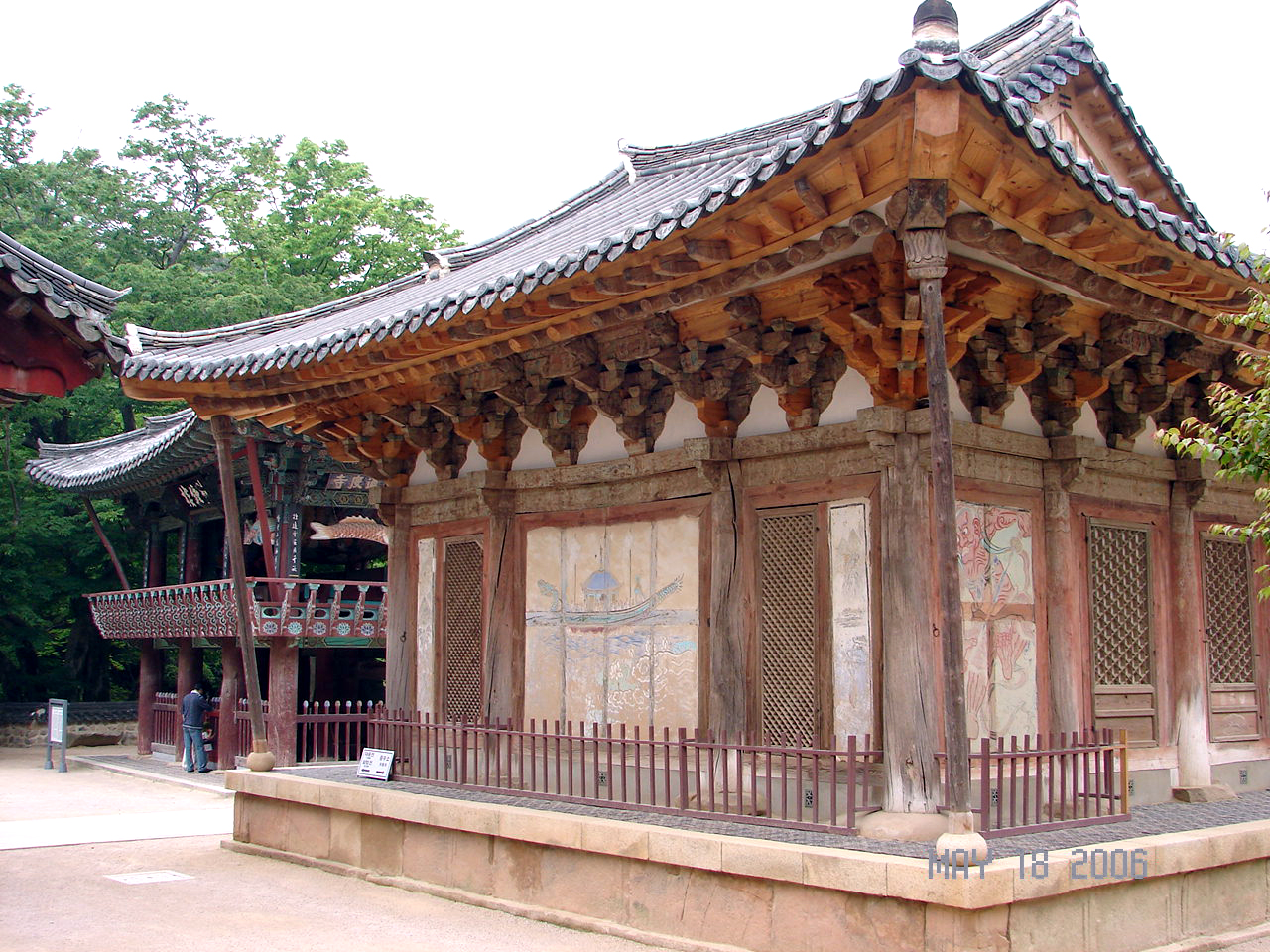
Một sảnh được sơn rất ít có bức tranh tường
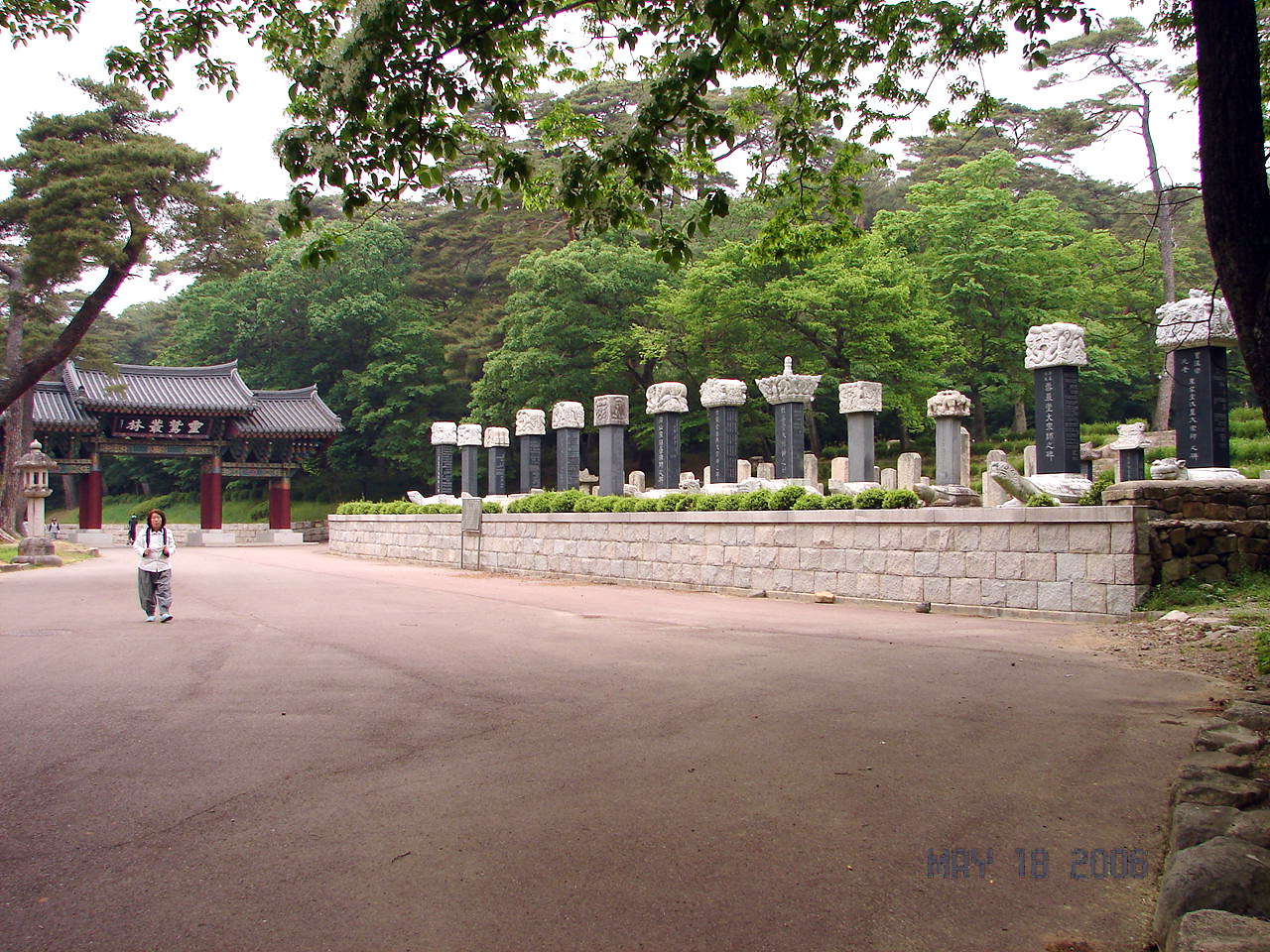
Bia đá Tongdosa và phù đồ
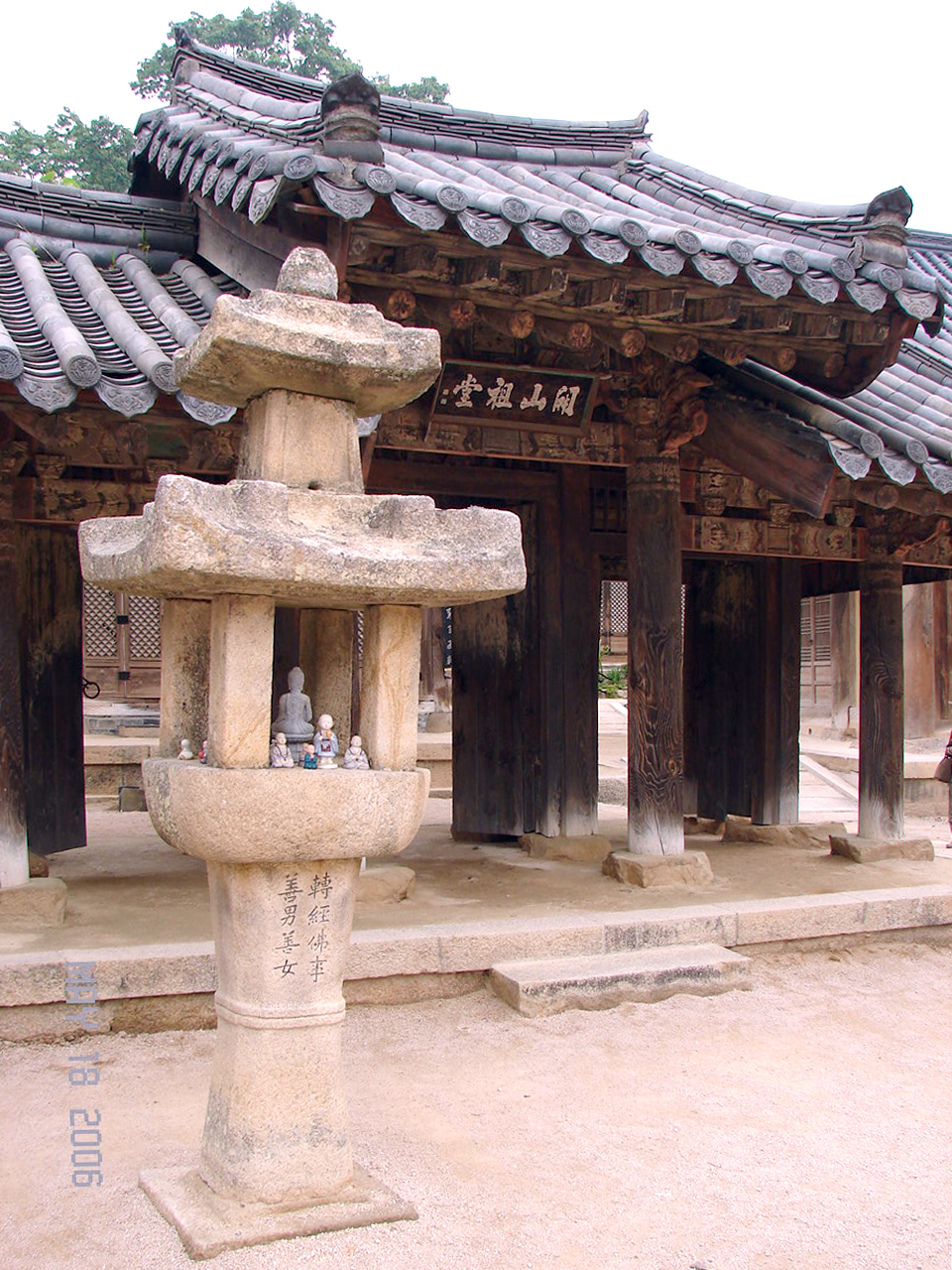
Đèn và cổng bằng đá
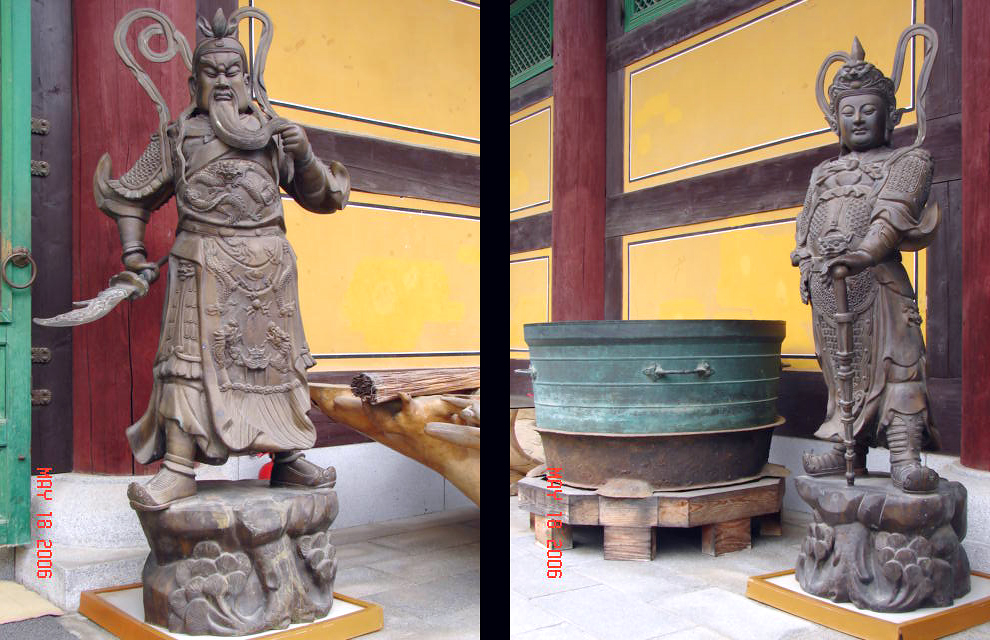
Các di vật tại bảo tàng
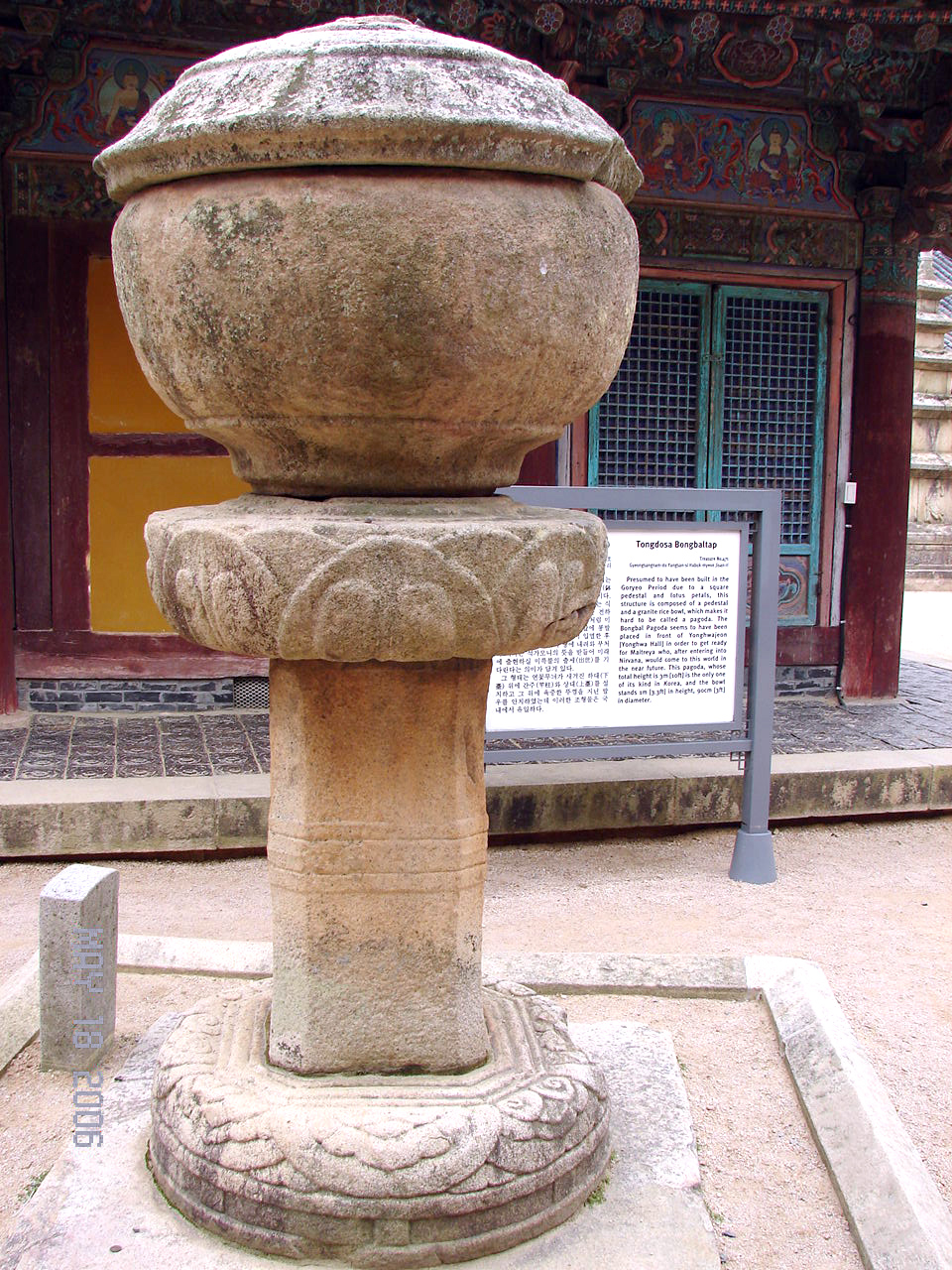
Đèn lồng đá